# Anna (East Anglia)

Das Königreich East Anglia in frühangelsächsischer Zeit

Anna (auch: Onna; † 654) war ein im 7. Jahrhundert regierender König des angelsächsischen Königreiches East Anglia aus der Dynastie der Wuffinger.

## Familie
Anna stammte aus der Dynastie der Wuffinger. Sein Vater war Eni. Æthelhere und Æthelwald waren seine Brüder. Der in der Anglian collection als Enis Sohn genannte Æthelric ist vermutlich nur eine Falschschreibung für Æthelhere.
Anna war vermutlich zweimal verheiratet. Es ist jedoch umstritten ob er mit Hereswitha und/oder Sæwara verheiratet war. Seine vier Töchter Seaxburg, Æthelthryth, Æthelburh (unehelich) und Wihtburh, sowie die Stieftochter Sæthryth gelten als Heilige. Nach dem Liber Eliensis aus dem 12. Jahrhundert sollen Ealdwulf und St. Jurmin seine Söhne gewesen sein.

## Leben
Annas Geburtsjahr und Jugend sind unbekannt. Er wurde in den 630er Jahren von Felix von Burgund, dem „Apostel von East Anglia“, getauft. König Sigebert dankte um 637 ab und zog sich als Mönch in ein von ihm erbautes Kloster zurück. Den Thron übergab er an seinen Verwandten Ecgric als alleinigem König. Um 640 griff Penda, der König von Mercia East Anglia an. Sigebert, der den Ruf eines berühmten und mutigen Heerführers hatte, wurde von den unterlegenen Ostangeln aus dem Kloster geholt um das Heer in der folgenden Schlacht zu ermutigen. Er soll, eingedenk seines Gelübdes unbewaffnet, nur mit einem Stab in der Hand inmitten des Heeres in die Schlacht gezogen sein. Sigebert und Ecgric fielen im Kampf, das ostanglische Heer wurde niedergemacht oder floh.
East Anglia überstand diese Niederlage und das Königtum ging auf Anna über. Nach dem nicht immer zuverlässigen Liber Eliensis bestieg Anna bereits 635 bzw. 637 den Thron. Das von Sigebert vor wenigen Jahren gegründete Kloster Cnobheresburg des Abtes Fursa stattete Anna mit imposanteren Gebäuden und Schenkungen aus. Bei dem heute nicht mehr existierenden Klosterkomplex handelt es sich wahrscheinlich um Burgh Castle bei Great Yarmouth in Norfolk. Anna musste sich in seiner Regierungszeit mit den Expansionsbestrebungen des Penda von Mercia auseinandersetzen. König Cenwalh von Wessex musste um 645 vor Penda von Mercia fliehen und lebte drei Jahre lang im Exil bei Anna, von dem er zum Christentum bekehrt wurde. 648 gelang es dann Cenwalh, seine Herrschaft über Wessex zurückzugewinnen, doch nun wandte sich Penda erneut gegen East Anglia. Um das Jahr 650 eroberte Penda East Anglia. Anna musste zeitweilig fliehen, konnte das Königtum jedoch wiedererlangen. Wohl um seine Position zu festigen vermählte Anna seine Tochter Æthelthryth um 652 mit Tondberht, dem princeps Australium Gyruiorum (Ealdorman der Süd-Gyrwier), einem kleinen halbautonomen Stamm in den Fens an der Grenze zu Mercia. Um 654 fielen Anna und sein Sohn Jurmin in der Schlacht von Bulcamp im Kampf gegen Penda, der East Anglia ein zweites Mal eroberte. Er wurde in Blythburgh (bei Southwold, Suffolk) beigesetzt und als Märtyrer bis ins 12. Jahrhundert verehrt. Als Nachfolger wurde Annas Bruder Æthelhere eingesetzt, der aber völlig von Penda abhängig war.